# King's Field III
King's Field III (яп. キ ン グ ス フ ィ ー ル ド III) — рольова відеогра від першої особи на середньовічну тематику, розроблена компанією FromSoftware для PlayStation у 1996 році. Це третя гра у серії King's Field і остання для оригінальної PlayStation. Гра вийшла 21 червня 1996 року в Японії та 20 листопада 1996 року в Північній Америці. Англомовна версія була перенумерована і перейменована на King's Field II, оскільки оригінальна King's Field була випущена лише в Японії.

## Оцінки та відгуки
Після релізу гри, японський ігровий журнал Famitsu оцінив гру на 28 пунктів із 40.
Відгуки про King's Field III хвалили величезні розміри ігрового світу та як наслідок велику тривалість гри та критикували повільний рух та бій персонажів . При цьому оцінка критиків розділилась. Із чотирьох рецензентів Electronic Gaming Monthly, Шон Сміт високо оцінив деякі елементи гри, але визнав її геймплей занадто нудним, Ден Хсу та Кріспін Боєр рекомендували гру через вид від першої особи та численні вдосконалення порівняно з попередніми іграми серії, а Sushi-X стверджував, що гра випередила свій час, використовуючи дизайн та механіки, котрі створили би гарне майбутнє для RPG, але працює надто повільно на сучасному обладнанні. Art Angel із GamePro відзначив покращення в порівнянні з King's Field II, але зауважив, що повільний, неврівноважений бій залишається кульгаючим недоліком, відзначаючи, що "все на екрані виглядає так, ніби воно рухається під водою. Ближній бій проти істоти низького рівня може зайняти до п'яти хвилин". На закінчення він висловив надію, що подальших ігор у серії не буде. Грег Касавін із GameSpot також вважав, що покращення в порівнянні з King's Field II було недостатнім, але в першу чергу тому, що розробники більше доробили початковий задум, ніж вводили нові механіки. Він дійшов висновку: "Перша гра серії King's Field була чудовою грою, а її продовження стали ще кращими. Це захоплююча, нелінійна подорож, наповнена до краю мечами, чаклунством та секретами".
Критик із Next Generation сказав, що поєднання жанру екшн та RPG призводить до того, що гра є поверхневою та нудною за стандартами обох жанрів, хоча він вважав, що це все одно може бути прийнятно для гравців, котрим подобається її повільний темп.